# 葭原神社
葭原神社（あしはらじんじゃ）は、三重県伊勢市中村町にある神社。伊勢神宮皇大神宮（内宮）の末社。内宮の末社16社のうち、第3位である。式内社で『延喜式神名帳』記載の「荻原神社」に比定される。内宮の別宮である月讀宮の境内にある。

## 概要
月読宮の裏参道入り口付近に鎮座する。月読宮の宮域南端に位置する。伊勢神宮の所管する神社のうち、『延喜式神名帳』に記載されている神社、すなわち式内社は通例摂社であるが、葭原神社は内宮末社に列格する。
社殿は神明造の板葺で南向きに建っており、一重の玉垣に囲まれている。1基の神明鳥居がある。社殿の近くに大きなクスノキが茂る。賽銭箱は置かれていない。社地の面積は2畝12歩（≒238m2）。

## 社名
社名の「葭原」はヨシ原を意味し、かつて葭原神社の周辺がヨシの原野であったことが窺える。葭原神社の名は『皇太神宮儀式帳』に記載があり、未官帳入田社とされた。
『延喜式神名帳』では写本により「荻原神社」・「萩原神社」と違いがあり、後の考証では「荻原神社」が正しいと判断された。
地域住民からは「伊賀井の森」（いがいのもり）と呼ばれている。これは祭神の名に由来する。

## 祭神
- 佐佐津比古命（ささつひこのみこと）、宇加乃御玉御祖命（うかのみたまのみおやのみこと）、伊加利比賣命（いかりひめのみこと）[4][5]。

3柱とも田畑の守護神で五穀豊穣の神とされる。
佐佐津比古命は大歳神の子であると『皇太神宮儀式帳』に記されている。宇加乃御玉御祖命は名前に「御祖」が入っているもののウカノミタマと同神だと『大神宮儀式解』で言及されている。伊加利比賣命の「伊加利」は「稲刈り」を意味するか、そうでなくとも田と関係するものと『神宮典略』に書かれている。

## 歴史
倭姫命が定めた神社である。『皇太神宮儀式帳』（延暦儀式帳）に記載があるので、同帳成立の延暦23年（804年）以前から存在したことになる。また『日本文徳天皇実録』の天安2年2月丙戌（ユリウス暦：858年3月12日）条には次のような記述がある。
| 「 | 在伊勢国正六位上葭原神預官社 | 」 |

『延喜式神名帳』には「荻原神社」とあり、後の時代に葭原神社と荻原神社が同じ神社であるかどうか議論された。荒木田経雅と薗田守良はともに葭原神社と荻原神社が同じ神社であると判断し、その読みは「あしはら」ではなく「おぎはら」だとした。明治時代に神宮では、葭原神社と荻原神社が同じ神社であると断定し、読みを「あしはら」とした。
中世に社殿が荒廃し、明治初期には社地不明となっていた。神宮では明治の初期、社殿が中絶した摂末社21社の再興を目指した。まず1874年（明治7年）、宇治山田神社・鴨下神社・津布良神社・大津神社の再興が実現した。続いて1875年（明治8年）には5社の再興を教部大輔に願い出た。この願い出は聞き届けられなかったが、1880年（明治13年）に御塩殿神社の東西御倉の古材をもって葭原神社と小社神社の社殿が造営された。残る15社については再興されることはなかった。
1918年（大正7年）3月と1957年（昭和32年）7月に建て替えられた。

## 交通
国道23号沿い。
公共交通
- 近鉄鳥羽線五十鈴川駅より徒歩約10分（約820m）。
- 三重交通バス「中村町」バス停より徒歩約3分（約250m）。

自家用車
伊勢自動車道伊勢ICより国道23号（南勢バイパス）を南へ約1分（約900m）。月読宮の参拝者駐車場（無料）が利用できる。